# Monte Vidon Corrado
Monte Vidon Corrado – miejscowość i gmina we Włoszech, w regionie Marche, w prowincji Fermo.
Według danych na styczeń 2009 gminę zamieszkiwało 791 osób przy gęstości zaludnienia 132,1 os./1 km².